# Elly Koot
Elly Tibina Koot (Rotterdam, 1943) is een Nederlands model. Koot werd in 1964 gekozen tot Miss Holland en Miss Europa.

## Jeugd en carrière
Koot werd geboren in Rotterdam (waar haar moeder op bezoek was), maar groeide op in Amsterdam. Door een toevallige ontmoeting met fotograaf Hans Dukkers bij het vakantiehuisje van haar ouders in Kinselmeer kwam ze in de modellenwereld terecht.

Koot werd in 1964 uitgeroepen tot Miss Nederland en in hetzelfde jaar in Beiroet tot Miss Europa.
In 1966 was ze het covermodel van de allereerste TrosKompas. 
Datzelfde jaar trouwde ze met Frank Brandt. Het stel ontmoette elkaar bij de opnames van een Rexona-commercial.
Koot was jarenlang  veelgevraagd model in Duitsland en Nederland. In de jaren zeventig werkte ze eveneens in New York, via het beroemde Wilhemina Models Agency.
In 1975 speelde ze de rol van Marie-Anne in de Vlaams-Nederlandse speelfilm Dood van een non.
In 1994 speelde ze in Miss Blanche, van regisseur Mark de Cloe. Deze film was te zien tijdens het Nederlands Film Festival.